# Phlugiolopsis yunnanensis
Phlugiolopsis yunnanensis is een rechtvleugelige insectensoort uit de familie van de sabelsprinkhanen (Tettigoniidae).
Phlugiolopsis yunnanensis werd voor het eerst wetenschappelijk beschreven door Shi en Ou in 2005.